# Longarone
Longarone (beneško Longarón, ladinsko Longaróón ) je  italijansko mesto in občina v dolini reke Piave, v pokrajini Belluno ter deželi Benečija.
Občina je nastala na novo, z združitvijo nekdanjih občin Longarone in Castellavazzo, na podlagi Regionalnega zakona z 9. februarja 2014, sprejetega na podlagi opravljenega posvetovalnega referenduma, v katerem se je 78,5 % udeležencev opredelilo za ustanovitev nove občine.

## Nesreča v HE Vajont
Naselje je znano po tragični  nesreči v akumulacijskem jezeru HE Vajont 9. oktobra 1963, v katerega je zdrsnila lavina s pobočja gore Toc (ocenjena količina je 370 milijonov kubičnih metrov), nastali poplavni val pa se je prelil čez 270 m visok jez ter popolnoma uničil naselja Longarone, Pirago, Rivalta, Villanova in Faè, ter zahteval okoli 2.000 življenj. Dno reke Piave se je zaradi prinešenih naplavin ponekod dvignilo za 25 metrov. Pri prepoznavanju trupel je sodelovala tudi ekipa strokovnjakov Inštituta za sodno medicino v Ljubljani.

### Prijateljska mesta
- Bagno di Lucca  Italija (1964)
- Urussanga  Brazilija (1991)

Po letu 2011:
- L'Aquila  Italija
- Tesero  Italija
- Caerano San Marco  Italija
- Tavernelle Val di Pesa  Italija
- Tempio Pausania  Italija
- Kutina  Hrvaška